# Grote Markt 25 (Haarlem)
Grote Markt 25 is een gebouw en een voormalige bioscoop aan de Grote Markt in het centrum van de Noord-Hollandse stad Haarlem. Het gebouw heeft sinds 27 september 1969 de status als rijksmonument en staat bekend als het Costerhuis, het woonhuis van Laurens Janszoon Coster, een beeld en plaquette in de gevel verwijzen hiernaar.

## Geschiedenis
Het pand is van 1937 tot 1985 veelvuldig in gebruik geweest als bioscoop.

### Cineone
De eerste bioscoop die in dit pand kwam was de Cineone. De eerste plannen voor deze bioscoop werden gemaakt in oktober 1936 door het in oprichting zijnde NV Cineone, dat om te beginnen een vijftal smalfilm-theaters in Nederland wilden hebben. Een van de beoogde steden was Haarlem. Daar stond het pand Grote Markt 25, waarin voorheen het café Zum Klausner zat enige tijd leeg. De verbouw werd vertraagd door een ongeluk tijdens de verbouwing; een stoker-portier, die de warmte opzocht kwam om door kolendampvergiftiging. Cineone had een grote wens om uit te breiden, want in in februari 1937 spraken zij uit over 37 theaters te willen beschikken. Op 24 september 1937 werd de bioscoop geopend.  In de eerste week draaide de film: De wonderen der vliegkunst van en met Ernst Udet. In december 1937 sloot de bioscoop alweer; de exploitant NV Bouw en Exploitatiemaatschappij Hofgeest, die Cineone had overgenomen ging failliet. In januari 1938 werd de inventaris van de bioscoop geveild.

### Moviac
Op 29 juli 1938 opende Bioscoop Moviac na een uitgebreide verbouwing haar deuren in hetzelfde gebouw. Vijf dagen na de inval van de Duitse Wehrmacht moest op 15 mei 1940 de bioscoop zijn deuren sluiten. De bioscoop heropende zijn deuren op 17 oktober 1941 en stond toen ook bekend als het journaaltheater en het reprisetheater. In haar laatste dagen was Moviac meer een theater dan een bioscoop; er werden revues getoond. Maar na de Tweede Wereldoorlog sloot in 1945 ook dit theater.

### City Theater
Op 19 juli 1946 opende het City Theater, dat ook simpelweg de City werd genoemd met de voorstelling: Het Chinese Landhuis. Deze bioscoop had bij de opening zo’n 230 zitplaatsen. Deze bioscoop sloot in 1954.

### Studio Theater
Het Studio Theater, simpelweg ook wel Studio genoemd, opende op 23 december 1954 haar deuren met Pane, amor e fantasia van Luigi Comencini met Vittorio De Sica en Gina Lollobrigida. Onder leiding van architect Gerard Loogman was er opnieuw verbouwd en konden 313 stoelen worden benut en was de zaal met een nieuwe geluidsinstallatie uitgerust.
Deze bioscoop sloot in 1985.
Nadat het pand zijn functie als bioscoop verloor is het in gebruik geweest door Café Studio, een bruin café, evenementenlocatie en uitgaansgelegenheid. Verschillende elementen van het interieur van de bioscopen zijn bewaard gebleven.